# Victor Borisov-Musatov
Víktor Elpidifórovich Borísov-Musátov (en ruso: Ви́ктор Эльпидифо́рович Бори́сов-Муса́тов), (14 de abril de 1870 - 8 de noviembre de 1905), fue un pintor ruso, destacado por su estilo posimpresionista que combinaba el simbolismo, un puro estilo decorativo y el realismo. Junto con Mijaíl Vrúbel, a menudo se lo conoce como el creador del simbolismo ruso.

## Trayectoria

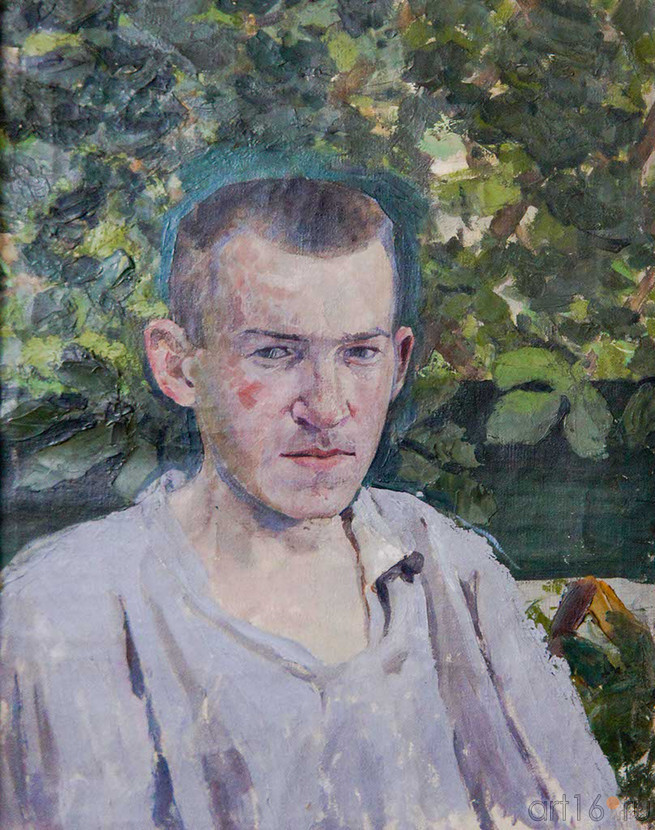
Autorretrato

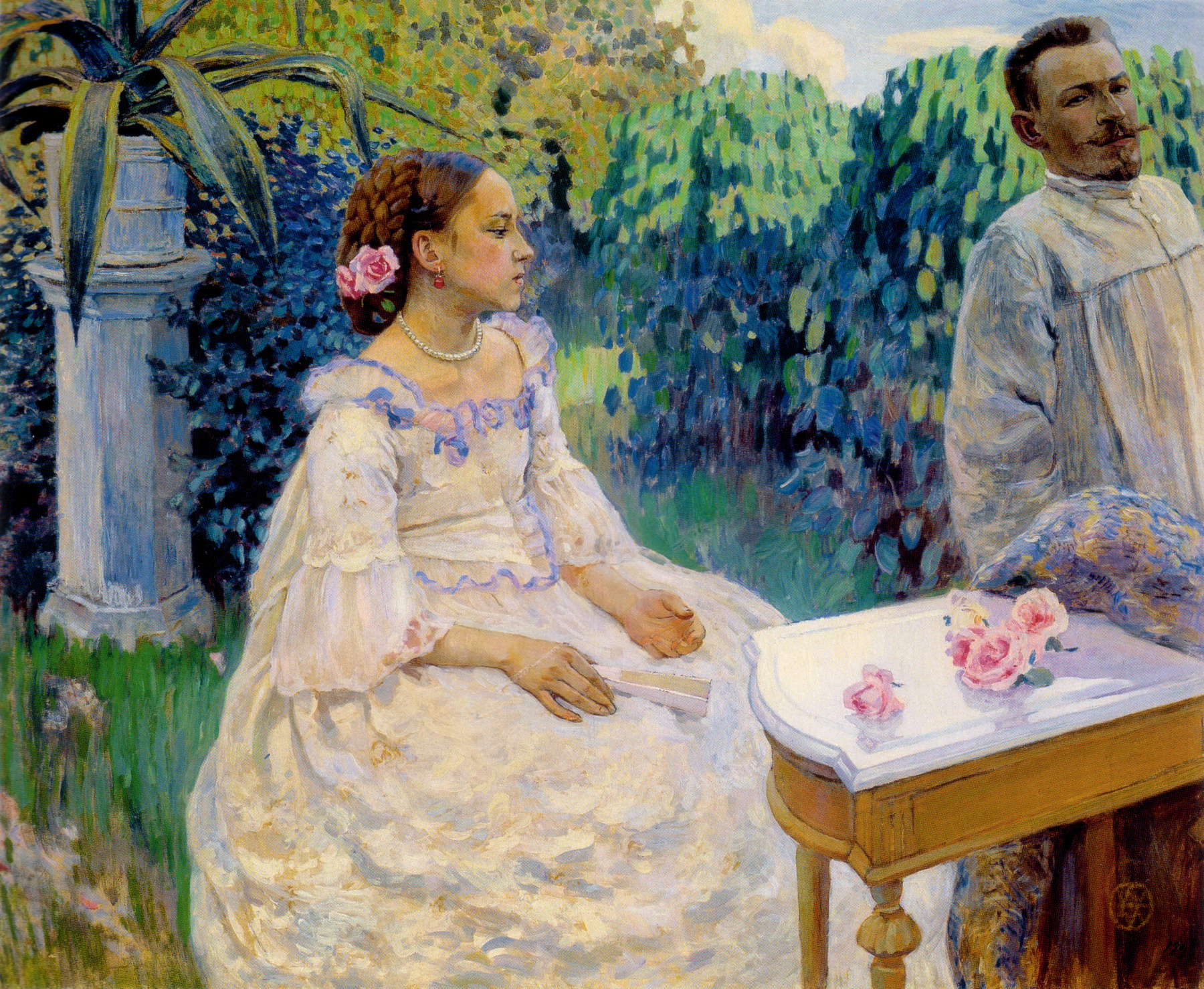
Autorretrato con hermana (1898)

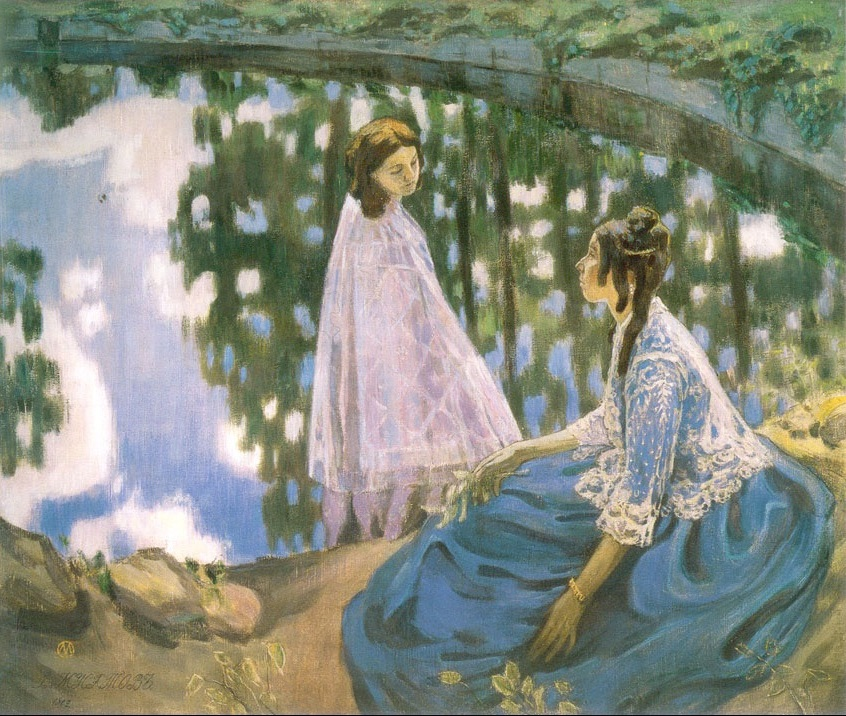
El estanque (1902)

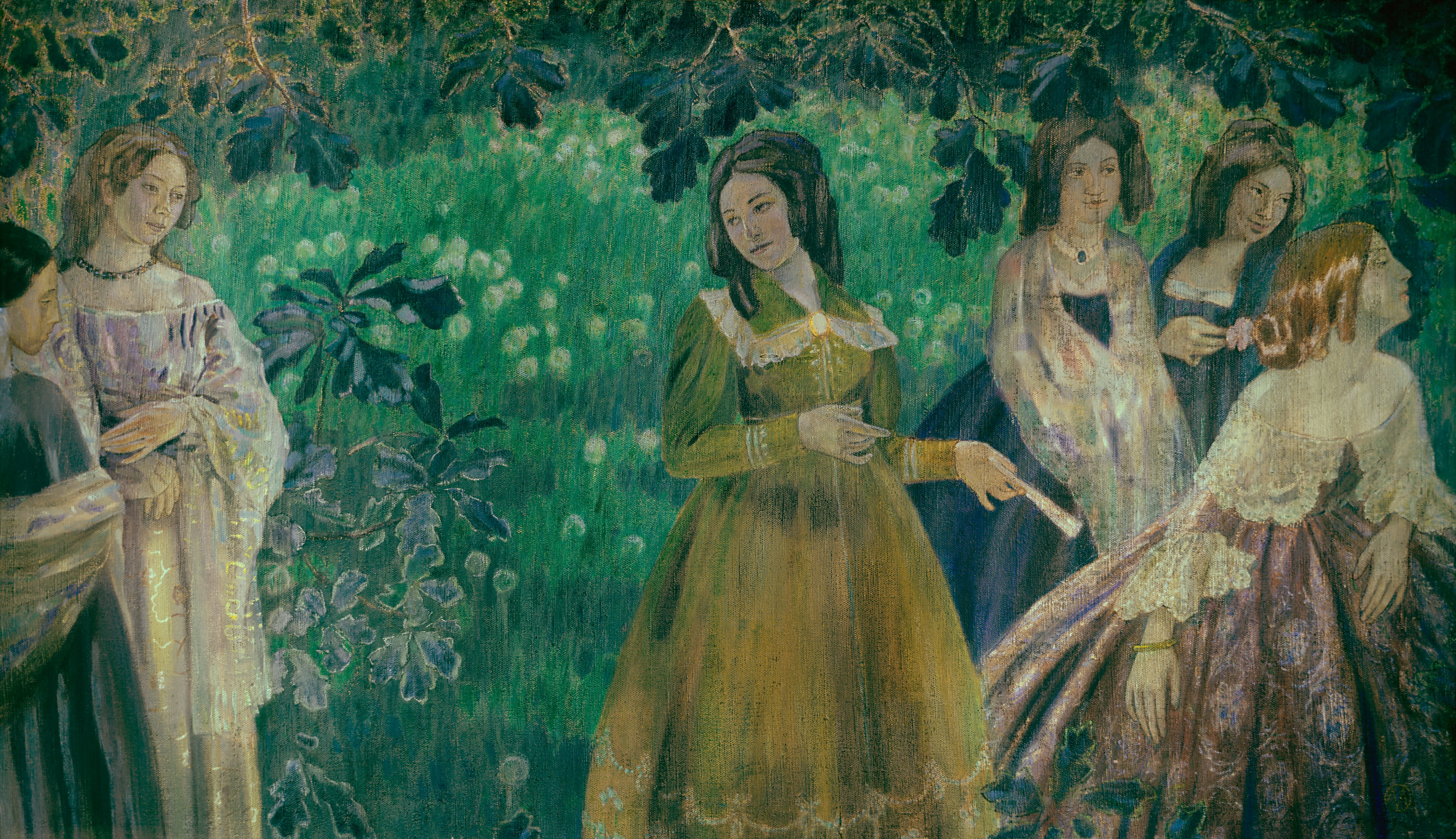
El collar de esmeraldas

Víktor Musátov nació en Sarátov, Imperio ruso (agregó el segundo apellido Borísov más tarde). Su padre era un funcionario ferroviario menor que había nacido como siervo. En su infancia sufrió una lesión en la columna vertebral, que lo hizo jorobado por el resto de su vida. En 1884 ingresó a la escuela real de Sarátov, donde sus maestros Fiódor Vasíliev y Konoválov descubrieron su talento como artista. 
Se matriculó en la Escuela de pintura, escultura y arquitectura de Moscú en 1890, trasladándose al año siguiente a la Academia Imperial de las Artes de San Petersburgo, donde fue alumno de Pável Chistiakov. El clima húmedo de San Petersburgo no era bueno para la salud de Víctor y en 1893 se vio obligado a regresar a Moscú y volver a inscribirse en la Escuela de pintura, escultura y arquitectura de Moscú. Sus obras como Flores de mayo, de 1894 fueron etiquetados como decadentes por la administración de la escuela, quien lo criticó duramente por no hacer distinción entre las chicas y los manzanos en su búsqueda de un efecto decorativo. Las mismas obras, sin embargo, fueron elogiadas por sus compañeros, quienes lo consideraban el líder del nuevo movimiento artístico.
En 1895, Víctor volvió a abandonar la Escuela de pintura, escultura y arquitectura de Moscú y se matriculó en la escuela de Fernand Cormon en París. Estudió allí durante tres años, regresando en los meses de verano a Sarátov. Estaba fascinado por el arte de sus contemporáneos franceses, y especialmente por las pinturas del "padre del simbolismo francés" Pierre Puvis de Chavannes y por el trabajo de la impresionista Berthe Morisot.
En 1898, Borísov-Musátov regresó a Rusia y casi inmediatamente cayó en lo que se llamaba "nostalgia fin de siglo". Se quejaba de "la cruel, la verdadera edad de hierro", "la sordidez y el aburrimiento", "el pantano del diablo", y tenía graves problemas de dinero que se vieron aliviados en los últimos años de su vida cuando los coleccionistas comenzaron a comprar sus pinturas. La respuesta de Musatov fue crear un mundo medio ilusorio de la nobleza del siglo XIX, sus parques y casas de campo. Este mundo estaba parcialmente basado en la casa solariega de los príncipes Golitsin-Prozorovski de Zubrílovka (entonces en la gobernación de Sarátov), y parcialmente solo en la imaginación de Musátov. Borísov-Musátov también abandonó la pintura al óleo por las técnicas mixtas del temple, acuarela y pastel que encontró más adecuadas para los sutiles efectos visuales que estaba tratando de crear.
Borísov-Musátov fue próximo al movimiento Mundo del Arte y uno de los fundadores y líder de la Asociación de Artistas de Moscú, una organización artística progresiva que reunió a Pável Kuznetsov, Piotr Utkin, Aleksandr Matvéyev, Martirós Sarián, Nikolái Sapunov y Serguéi Sudeikin. 

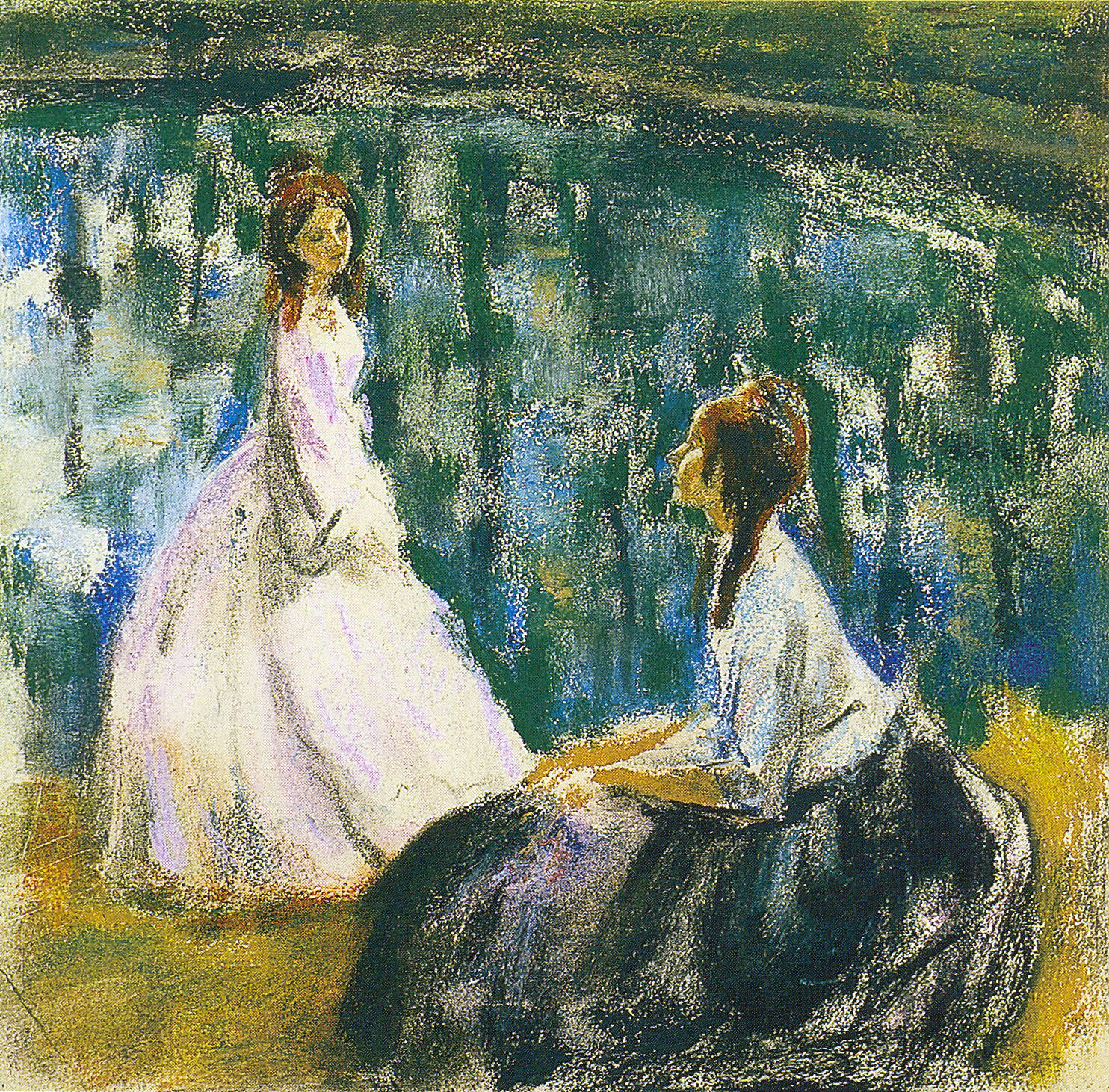
El estanque. Bosquejo

La pintura más famosa de esa época es El estanque, 1902. La pintura representa a las dos mujeres más importantes de su vida: su hermana, Yelena Musátova y su novia (luego esposa), la artista Yelena Aleksándrova. Las dos están entretejidas en el paisaje de un antiguo parque con un estanque.
Otra pintura famosa es Los fantasmas de 1903, representando fantasmas en los escalones de la fachada sur de la antigua casa solariega de Zubrílovka. La pintura fue elogiada por los poetas simbolistas contemporáneos Valeri Briúsov y Andréi Bely.
En 1904, Borísov-Musátov hizo una exposición individual de mucho éxito en varias ciudades de Alemania, y en la primavera de 1905 expuso en el Salón de la Sociedad de Artistas Franceses y se convirtió en miembro de esta sociedad. 
La última pintura terminada de Borísov-Musátov fue Requiem, 1905. Dedicada a la memoria de Nadezhda Staniukóvich, una amiga cercana del artista, la pintura parece indicar la evolución de Borísov-Musátov hacia un estilo neoclásico.
Borísov-Musátov murió el 26 de octubrejul./ 8 de noviembre de 1905greg. de un ataque al corazón y está enterrado en una orilla del río Oká cerca de Tarusa. En su tumba hay una escultura de un niño dormido realizada por el seguidor de Musátov, Aleksandr Matvéyev.

## Obras seleccionadas

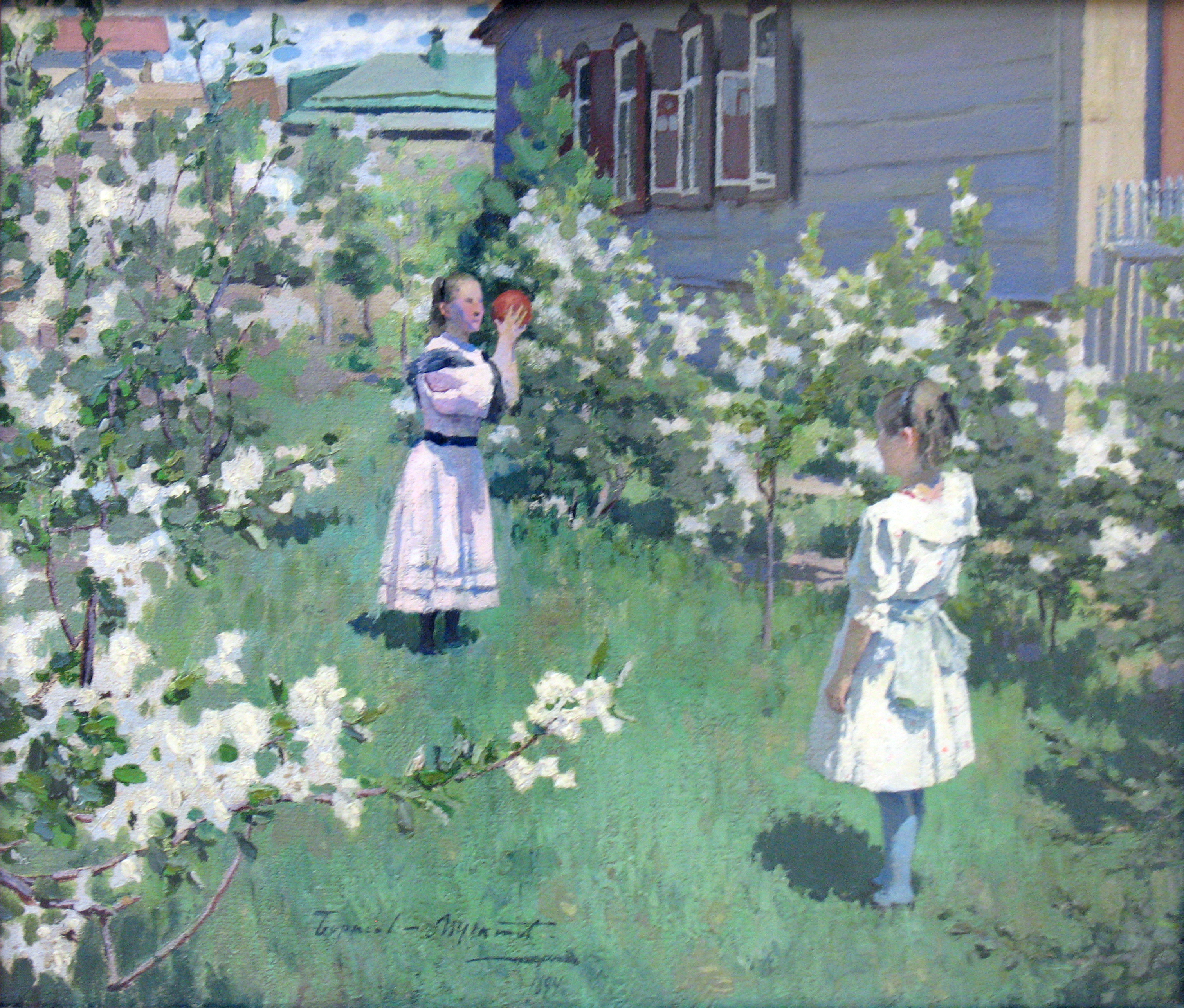
Flores de mayo, 1894
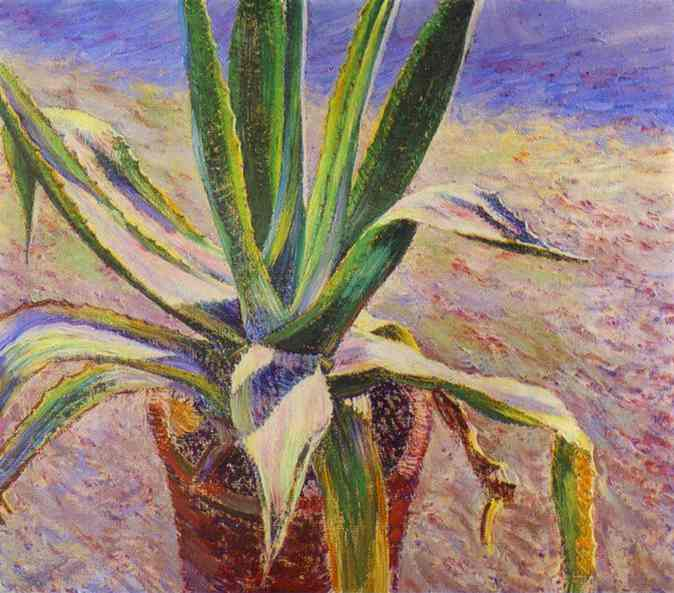
Agave, 1897
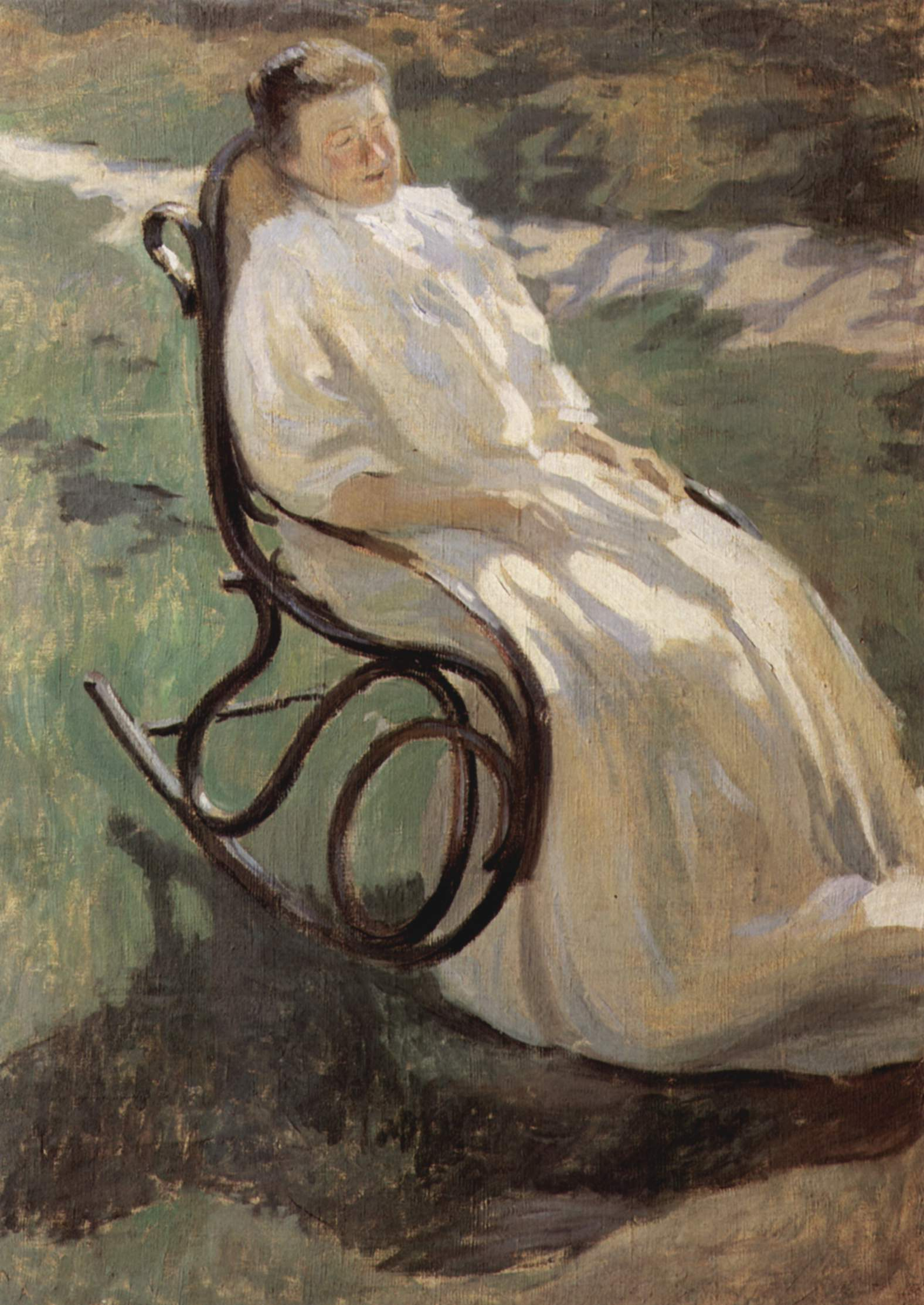
Dama en una mecedora, 1897
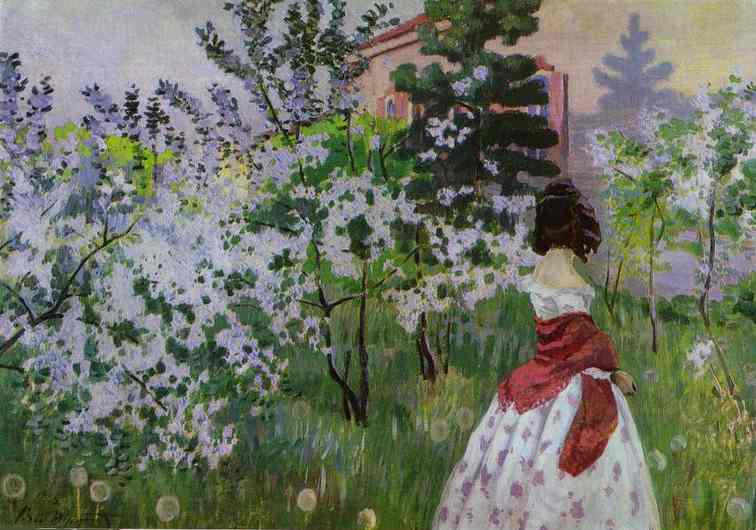
Primavera, 1898-1901
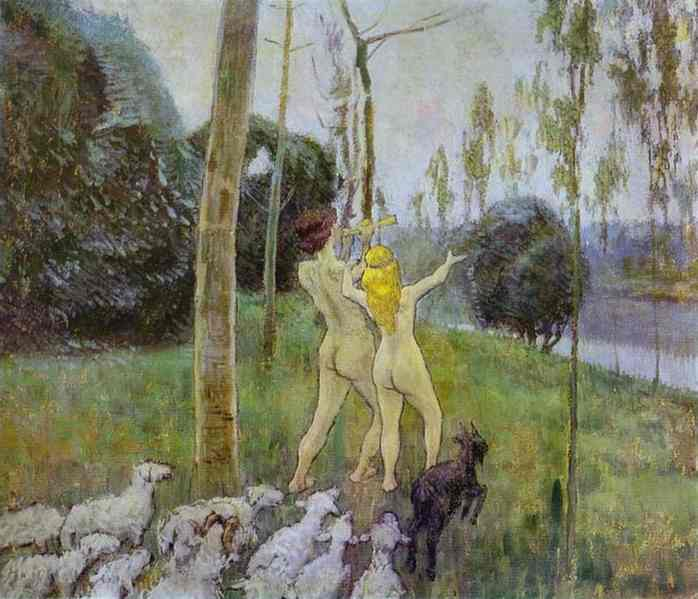
Dafnis y Cloe, 1901
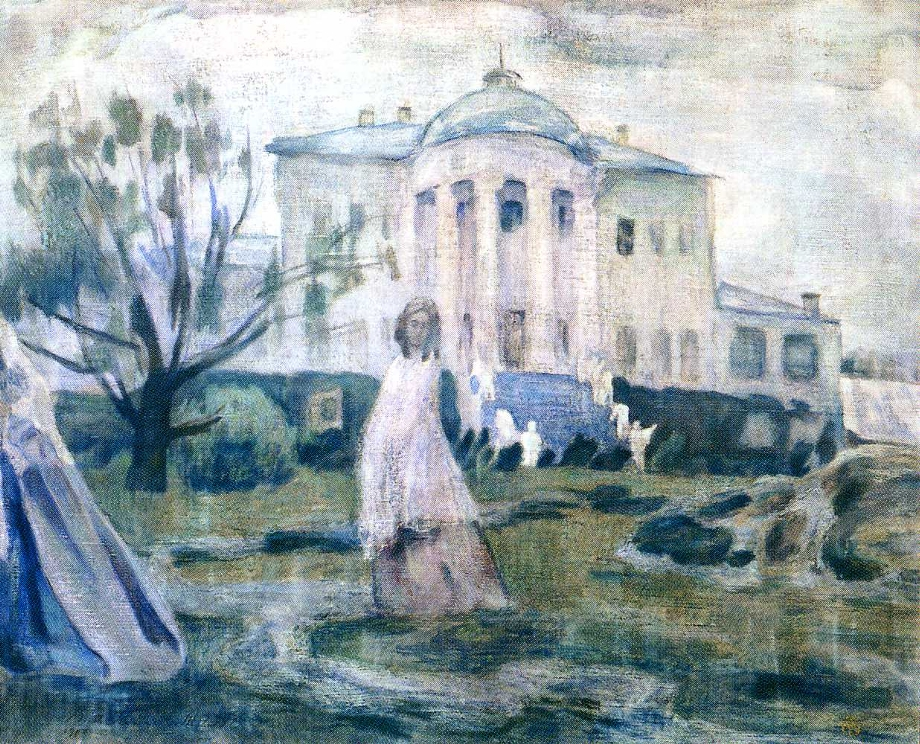
Fantasmas, 1903
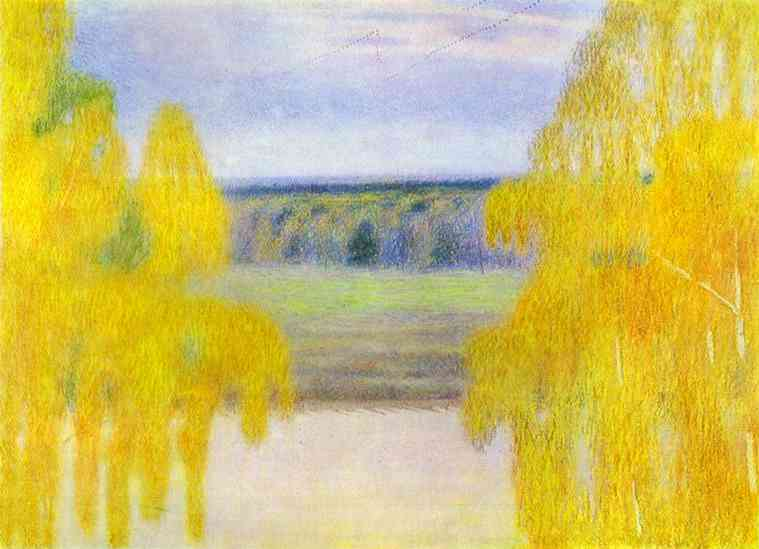
Canción de otoño, 1905
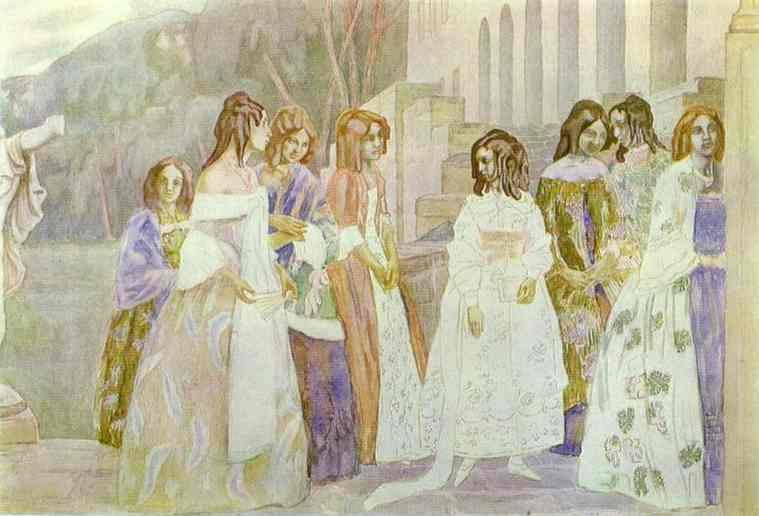
Réquiem, 1905
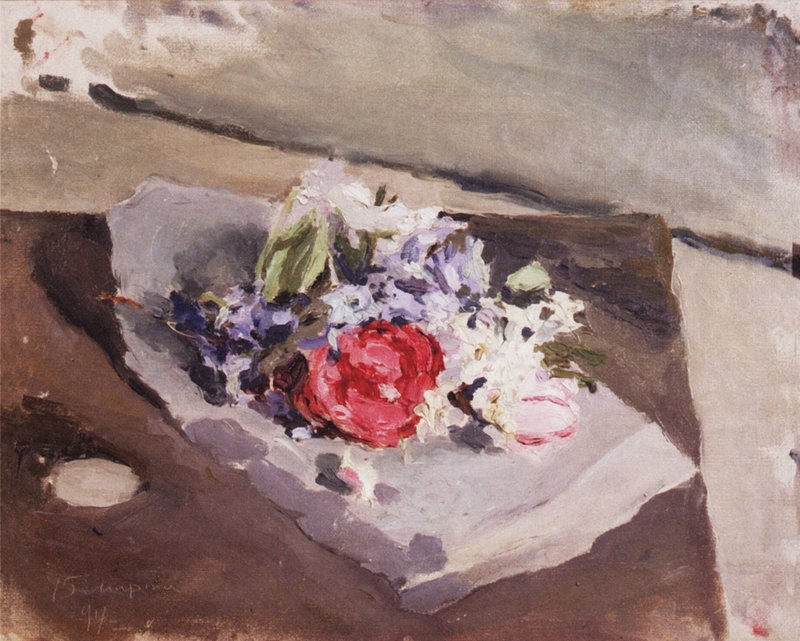
Flores, 1894
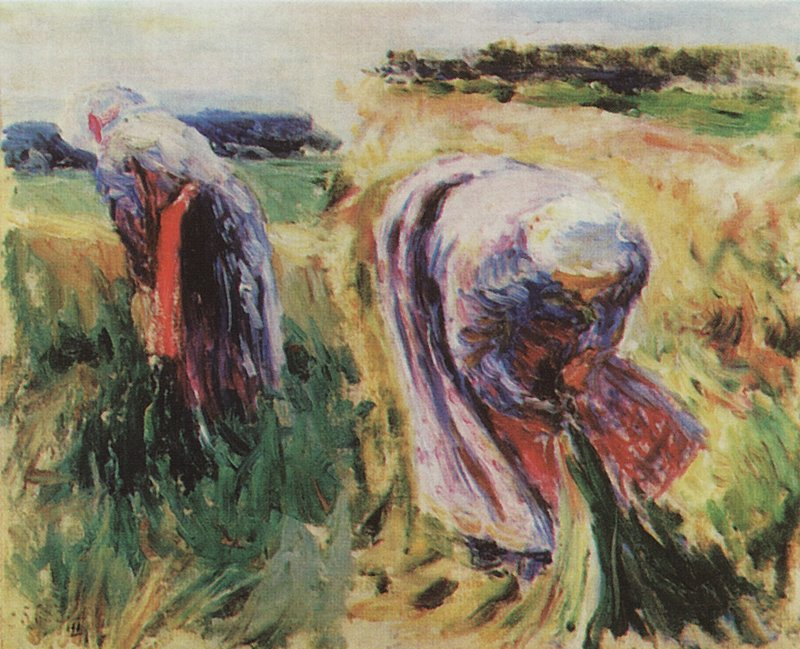
Segadora (boceto), 1896
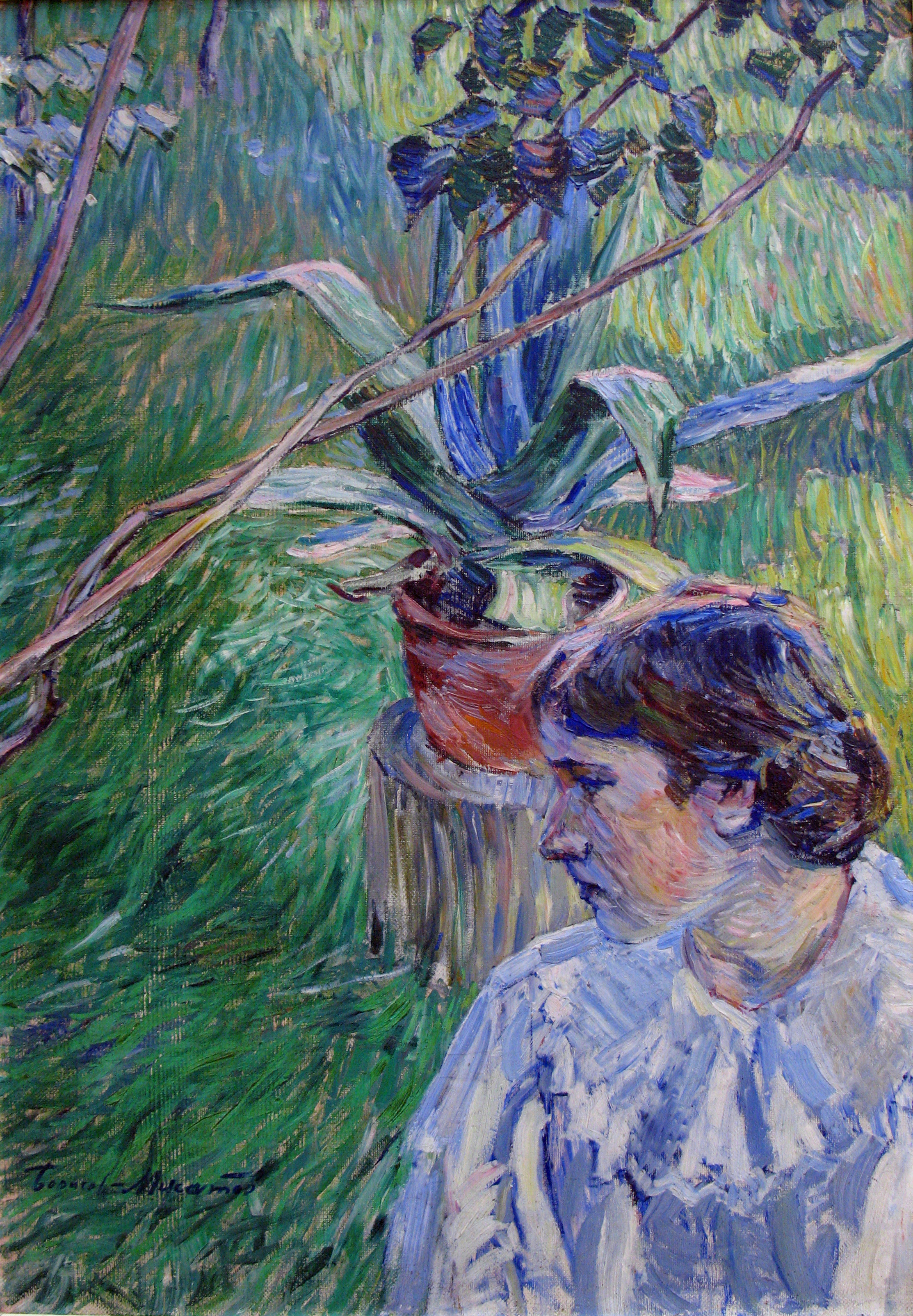
Joven con agave
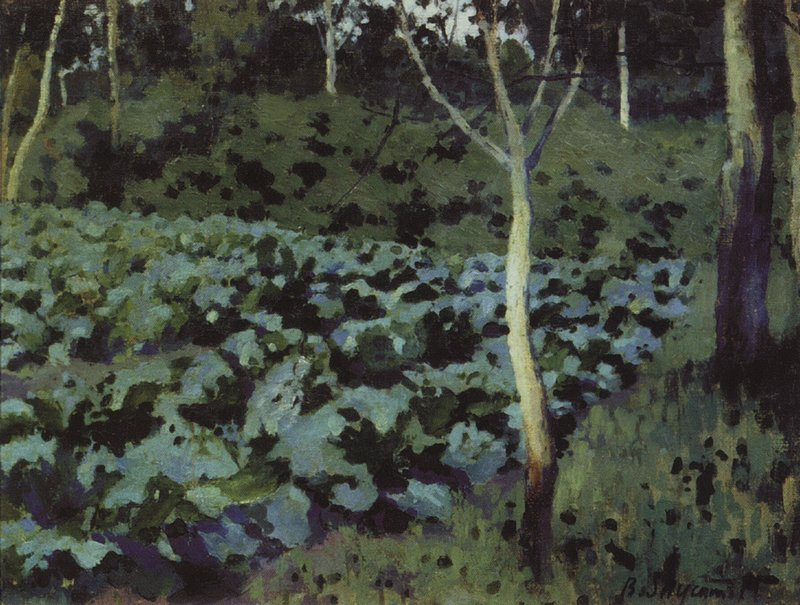
Coles, 1893
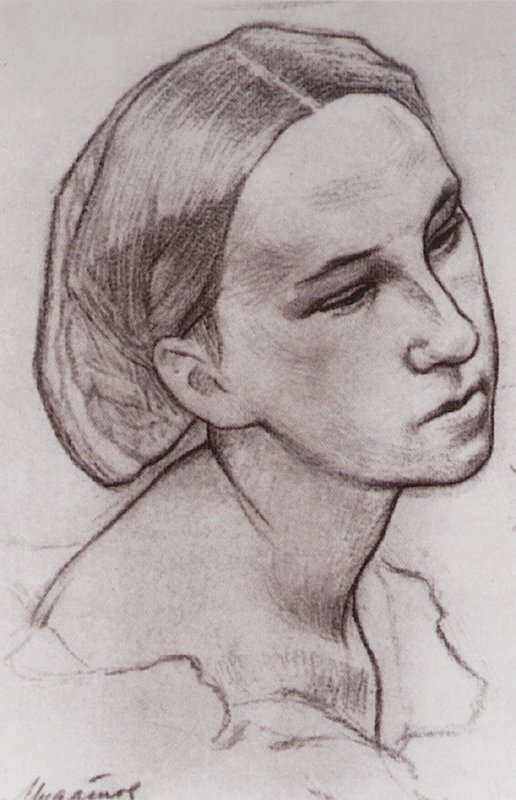
La hermana del artista
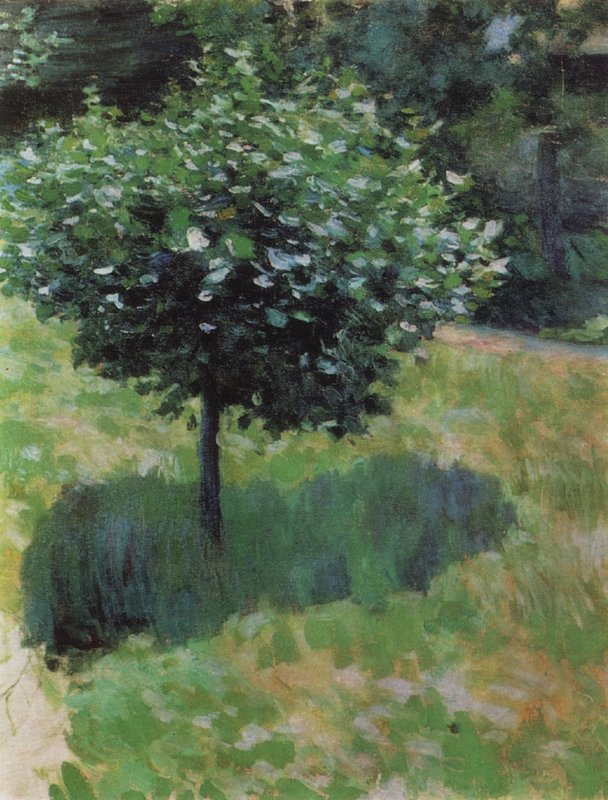
Árbol
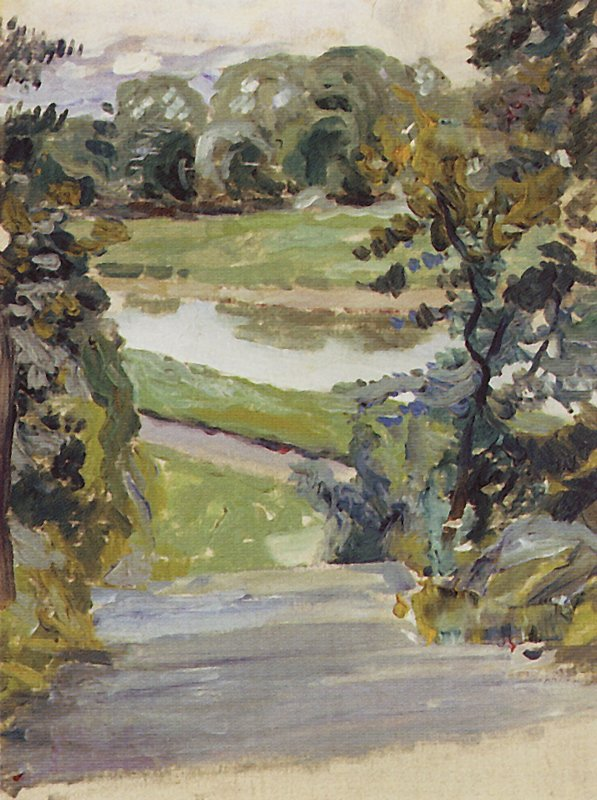
Bosquejo primaveral
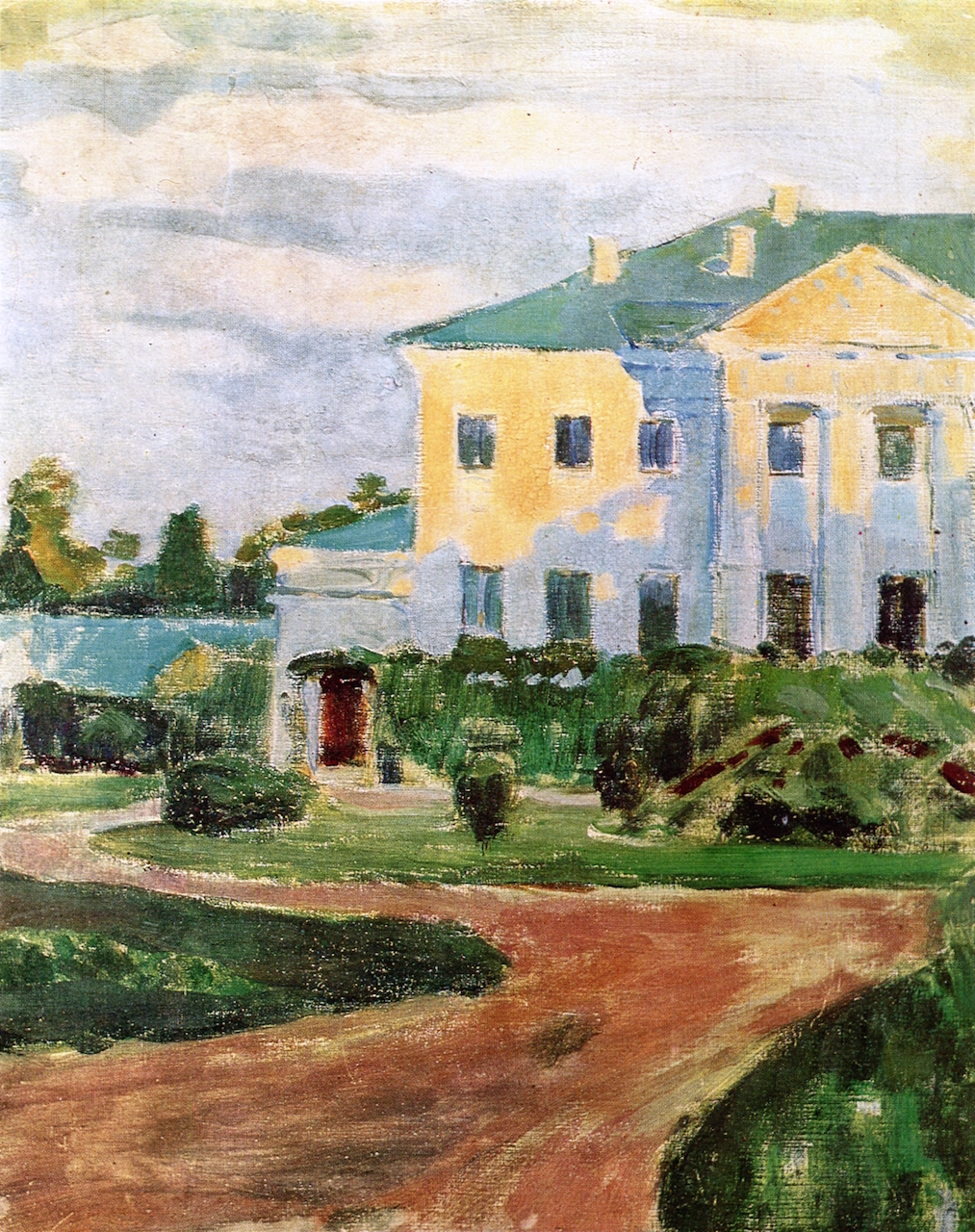
Casa solariega de Zubrílovka
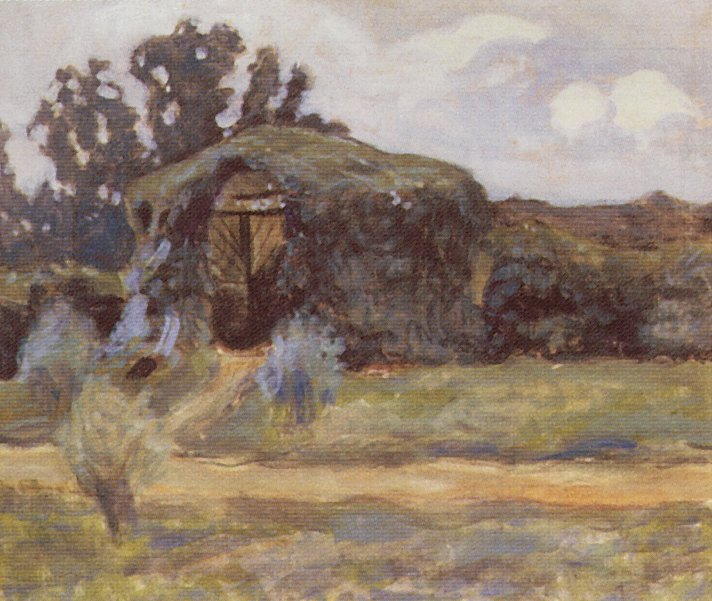
Pérgola de Zubrílovka
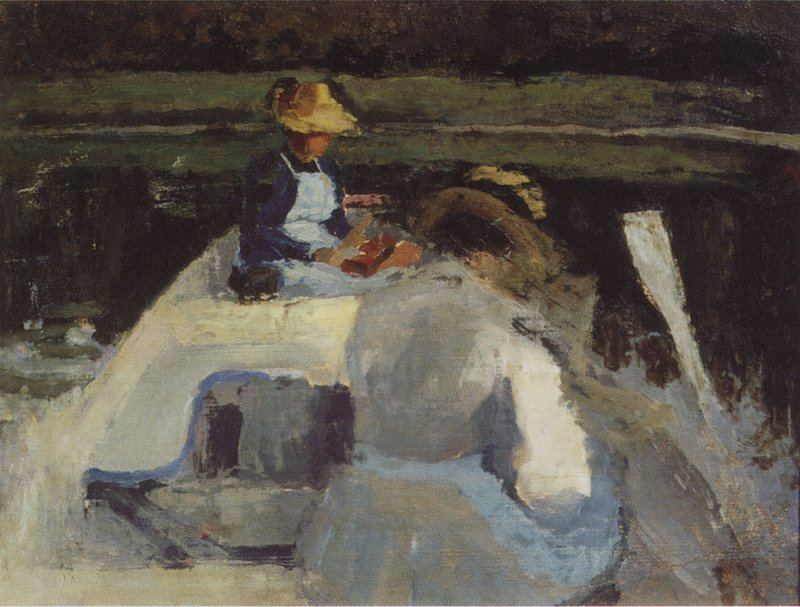
En la barca, 1892
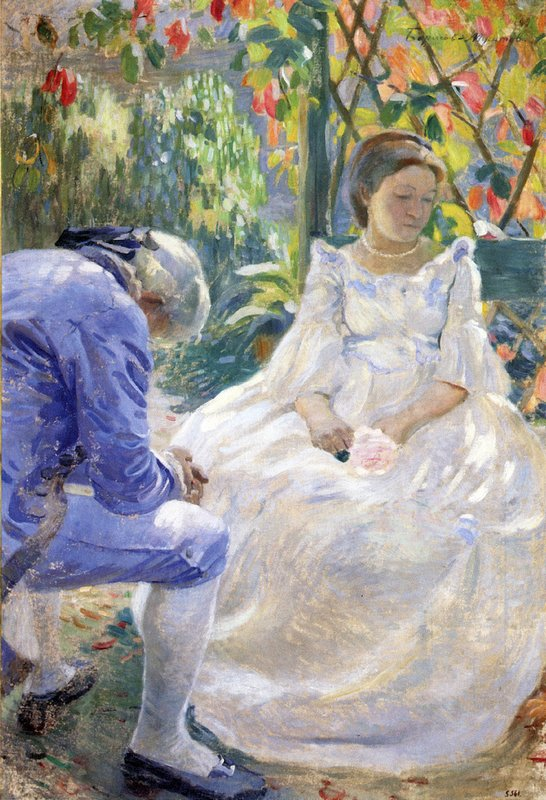
Escena de otoño
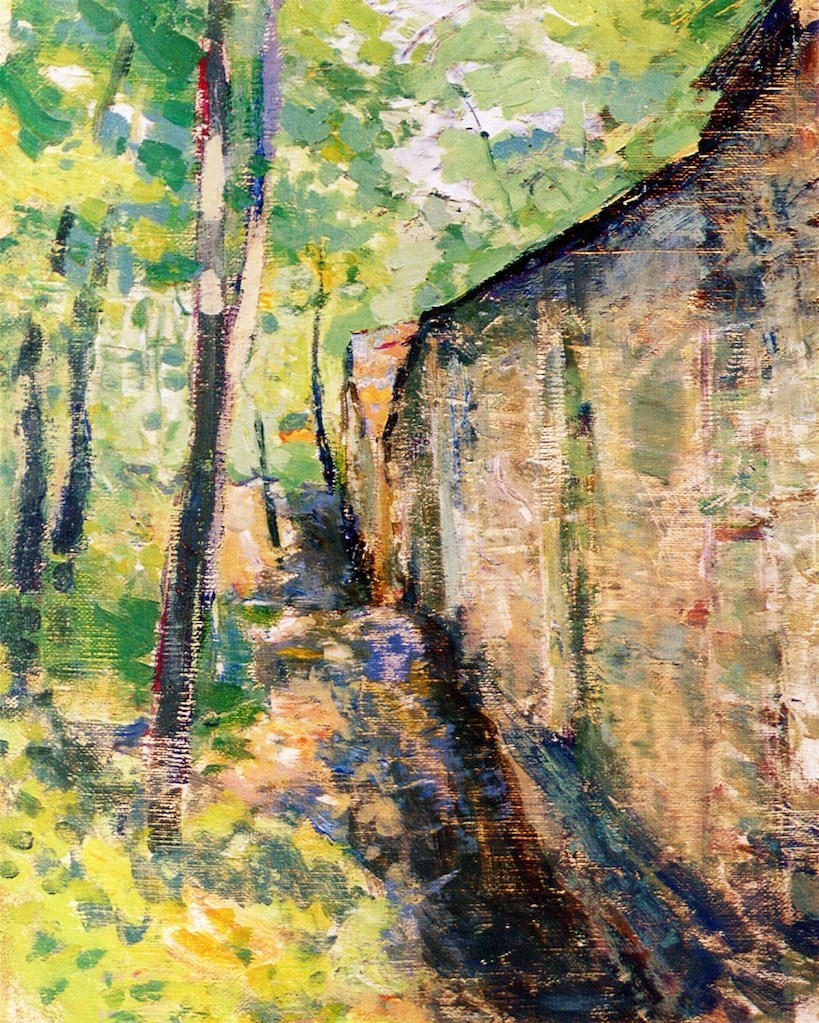
Estudio caucasiano, 1895
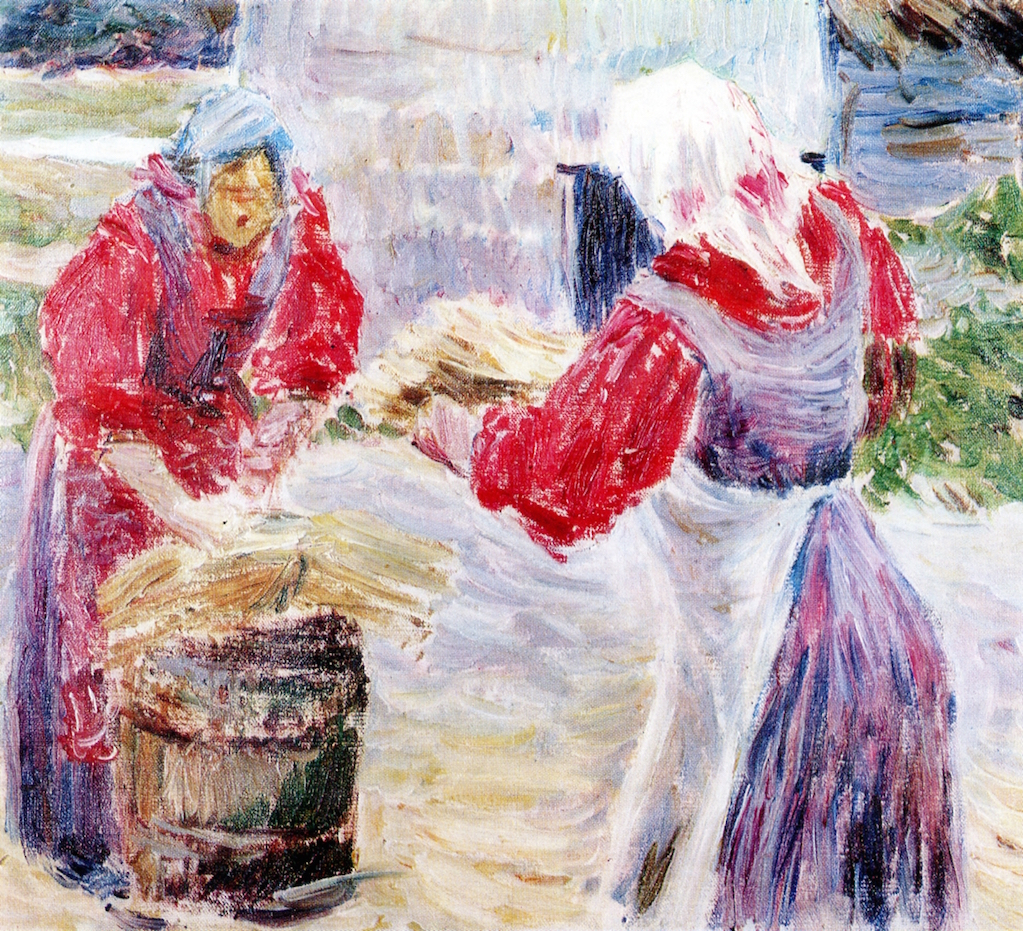
Campesinas (boceto), 1896-1897
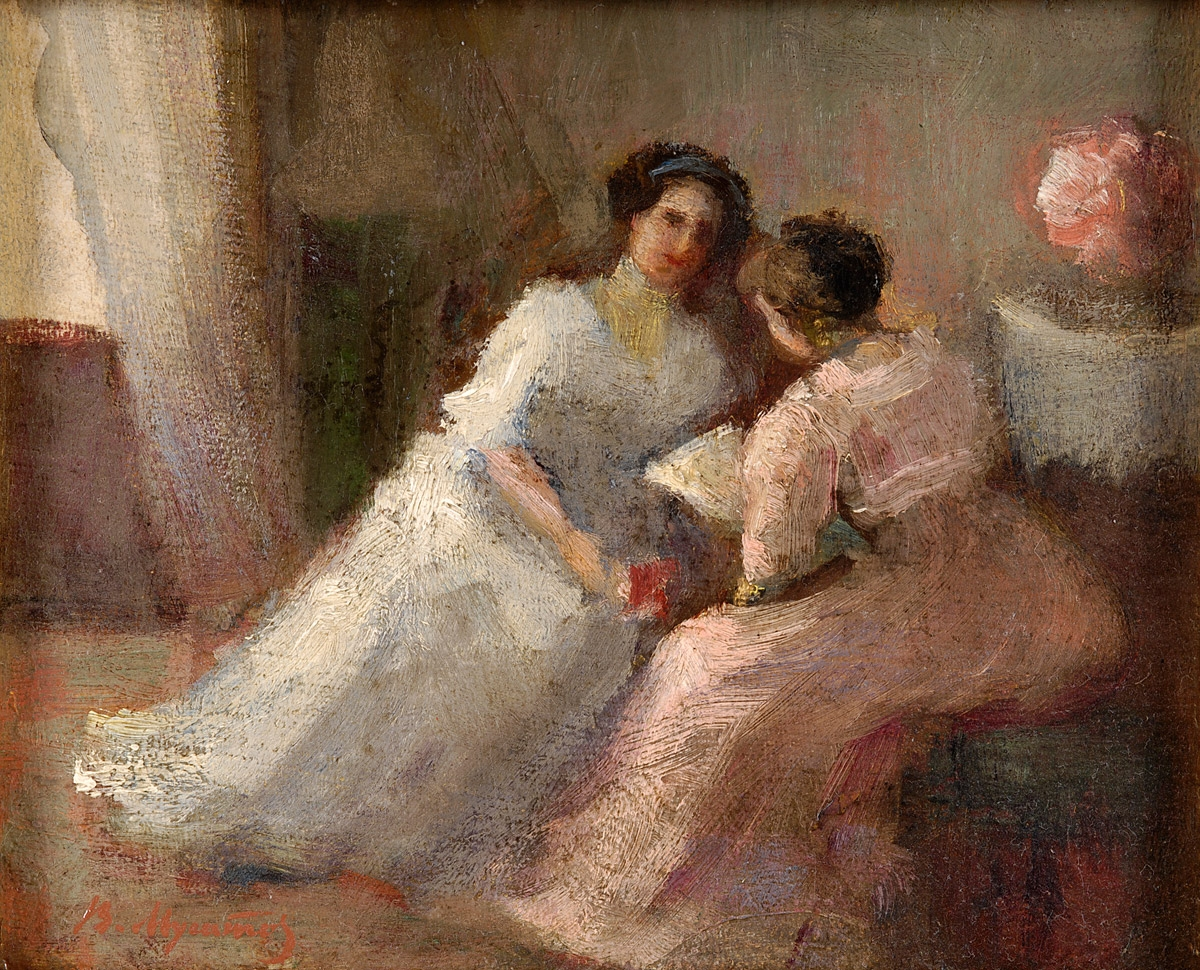
Conversación, 1905
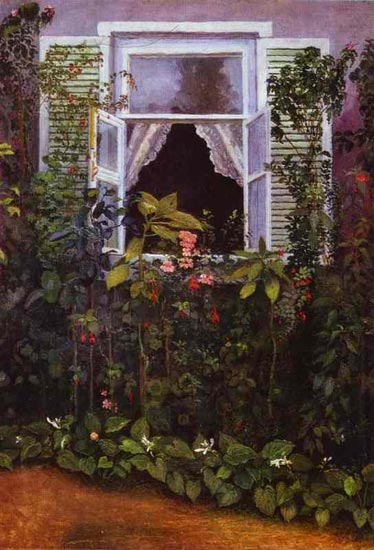
Ventana, 1886
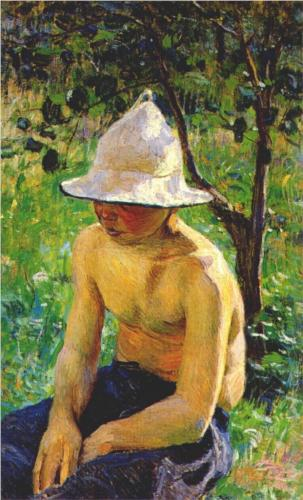
Muchacho en el jardín, 1898